# チャグアナス
チャグアナス（英語: Chaguanas）はトリニダード・トバゴの行政区である。

## 人口
- 1980年 6,177人
- 1988年 8,000人
- 2000年 61,897人
- 2011年 83,489人

## 隣接行政区画
- サン・フアン＝ラヴェンティル地域自治体
- トゥナプナ＝ピアコ地域自治体
- クーバ＝タバキテ＝タルパロ地域自治体

## 出身者
- V・S・ナイポール
- ジェーイシー・ハーパー
- スパークル・マックナイト（英語版）